# La Châtre-Langlin
La Châtre-Langlin là một xã ở tỉnh Indre khu vực trung bộ Pháp. Xã này có diện tích 27,4 km², dân số thời điểm năm 1999 là 564 người. Khu vực này có độ cao trung bình 304 mét trên mực nước biển.
Sông Anglin chảy theo hướng tây bắc qua giữa xã này.